# Virtus et Labor
Virtus et Labor va ser una publicació religiosa editada a Igualada entre l'any 1922 i el 1928.

## Descripció
Portava el subtítol Revista mariana i, entre el núm. 4 i el 24 també Portaveu de la Congregació de Maria Immaculada i Sant Lluís Gonçaga.
L'editor era la Congregació Mariana d'Igualada i tenia la redacció i l'administració al passeig de Mossèn Cinto Verdaguer. Fins al núm. 24 es va imprimir a la Impremta Catòlica del carrer de les Piques, núm. 15, de Manresa i després, fins al final, als tallers de Nicolau Poncell d'Igualada. Tenia vuit pàgines, amb un format de 21 x 13 cm, a dues columnes. La capçalera dels 24 primers núm. era il·lustrada amb una imatge de la Mare de Déu. El primer número va sortir el setembre de 1922 i l'últim, el 72, l'agost de 1928.

## Continguts
Era una publicació religiosa adreçada als membres de la Congregació Mariana i de Sant lluís Gonçaga. Referint-se a l'Església, 
A l'article de presentació deien, referint-se a l'Església: «quines ensenyances volem obeir i defensar sempre i en tots els instants, ensems que combatre els errors i heretgies, especialment a l'heretgia de les heretgies del nostre temps, el modernisme».
Cal fer esment de la secció fixa «Galeria d'igualadins il·lustres», amb biografies de personatges, interessant per al coneixement de la història local.
La dirigia Pere Bas i Vich i entre els seus redactors i col·laboradors hi havia Francesc M. Colomer, Francesc Llansana, Gabriel Castellà i Raich, Alfons Díaz Carbonell, Antoni Jorba i Soler, Josep M. Aguilera, Lluís Serra i Adzet, Josep Riba Clavé i Joan Domingo i Bisbal.

## Localització
- Biblioteca Central d'Igualada.. Plaça de Cal Font. Igualada (col·lecció completa i relligada).